# Filmfare Awards (1981)
28-я церемония награждения Filmfare Awards прошла в городе Бомбей в 1981 году. На ней были отмечены лучшие киноработы на хинди, вышедшие в прокат до конца 1980 года.

## Список лауреатов и номинантов

### Основные премии
| Категории                         | Фото лауреатов      | Лауреаты и номинанты                                      | Фильмы                                                    | Роли                                                      |
| --------------------------------- | ------------------- | --------------------------------------------------------- | --------------------------------------------------------- | --------------------------------------------------------- |
| Лучший фильм                      | Лучший фильм        | • «Крик раненого» (реж. Говинд Нихалани, прод. Деви Датт) | • «Крик раненого» (реж. Говинд Нихалани, прод. Деви Датт) | • «Крик раненого» (реж. Говинд Нихалани, прод. Деви Датт) |
| Лучший фильм                      | Лучший фильм        | • «Певица Ааша» (реж. и прод. Дж. Ом Пракаш)              |                                                           |                                                           |
| Лучший фильм                      | Лучший фильм        | • «Весы правосудия» (реж. и прод. Б. Р. Чопра)            |                                                           |                                                           |
| Лучший фильм                      | Лучший фильм        | • «Khubsoorat» (реж. и прод. Ришикеш Мукхерджи)           |                                                           |                                                           |
| Лучший фильм                      | Лучший фильм        | • «Thodisi Bewafaii» (реж. и прод. Эсмаэль Шрофф)         |                                                           |                                                           |
| Лучшая режиссёрская работа        |                     | • Б. Р. Чопра                                             | «Весы правосудия»                                         | «Весы правосудия»                                         |
| Лучшая режиссёрская работа        | • Эсмаэль Шрофф     | «Thodisi Bewafaii»                                        | «Thodisi Bewafaii»                                        |                                                           |
| Лучшая режиссёрская работа        | • Говинд Нихалани   | «Крик раненого»                                           | «Крик раненого»                                           |                                                           |
| Лучшая режиссёрская работа        | • Ришикеш Мукхерджи | «Khubsoorat»                                              | «Khubsoorat»                                              |                                                           |
| Лучшая режиссёрская работа        | • Дж. Ом Пракаш     | «Певица Ааша»                                             | «Певица Ааша»                                             |                                                           |
| Лучшая мужская роль               |                     | • Амитабх Баччан                                          | «Верные друзья»                                           | Виджай Варма                                              |
| Лучшая мужская роль               | • Насируддин Шах    | «Крик раненого»                                           | Бхаскар Кулкарни                                          |                                                           |
| Лучшая мужская роль               | • Радж Баббар       | «Весы правосудия»                                         | Рамеш Гупта                                               |                                                           |
| Лучшая мужская роль               | • Раджеш Кханна     | «Thodisi Bewafaii»                                        | Арун Кумар Чаудхари                                       |                                                           |
| Лучшая мужская роль               | • Шатругхан Синха   | «Верные друзья»                                           | Рави Капур                                                |                                                           |
| Лучшая мужская роль               | • Винод Кханна      | «Друзья навек»                                            | Арун                                                      |                                                           |
| Лучшая женская роль               |                     | • Рина Рой                                                | «Певица Ааша»                                             | певица Ааша                                               |
| Лучшая женская роль               | • Рекха             | «Разлука»                                                 | Гаури Сингх Верма                                         |                                                           |
| Лучшая женская роль               | • Рекха             | «Khubsoorat»                                              | Манджу Гупта                                              |                                                           |
| Лучшая женская роль               | • Шабана Азми       | «Thodisi Bewafaii»                                        | Нима Чоудхари                                             |                                                           |
| Лучшая женская роль               | • Зинат Аман        | «Весы правосудия»                                         | Бхарти Саксена                                            |                                                           |
| Лучшая мужская роль второго плана |                     | • Амджад Хан                                              | «Друзья навек»                                            | инспектор Амджад Хан                                      |
| Лучшая мужская роль второго плана | • Гириш Карнад      | «Певица Ааша»                                             | Дипак                                                     |                                                           |
| Лучшая мужская роль второго плана | • Ом Пури           | «Крик раненого»                                           | Бхику Лахания                                             |                                                           |
| Лучшая мужская роль второго плана | • Радж Капур        | «Абдулла»                                                 | Абдулла                                                   |                                                           |
| Лучшая мужская роль второго плана | • Шрирам Лагу       | «Весы правосудия»                                         | мистер Чандра                                             |                                                           |
| Лучшая женская роль второго плана |                     | • Аша Лата                                                | «Apne Paraye»                                             | Сидхешвари                                                |
| Лучшая женская роль второго плана | • Дина Патхак       | «Khubsoorat»                                              | Нирмала Гупта                                             |                                                           |
| Лучшая женская роль второго плана | • Падмини Колхапуре | «Весы правосудия»                                         | Нита Саксена                                              |                                                           |
| Лучшая женская роль второго плана | • Рамешвари         | «Певица Ааша»                                             | Мала                                                      |                                                           |
| Лучшая женская роль второго плана | • Сими Гаревал      | «Долг чести»                                              | Камини Верма                                              |                                                           |
| Лучшее исполнение комической роли |                     | • Асрани                                                  | «Hum Nahin Sudherenge»                                    | режиссёр / работник / детектив П. К. Лал / Чан-разбойник  |
| Лучшее исполнение комической роли | • Девен Варма       | «Разлука»                                                 | Рам «Р. Н.» Нараян                                        |                                                           |
| Лучшее исполнение комической роли | • Девен Варма       | «Thodisi Bewafaii»                                        | Нур-Э-Хашмис                                              |                                                           |
| Лучшее исполнение комической роли | • Кешто Мукхерджи   | «Khubsoorat»                                              | Ашрафи Лал                                                |                                                           |
| Лучшее исполнение комической роли | • Кешто Мукхерджи   | «Be-Reham»                                                | Рам Прасад                                                |                                                           |
| Лучший сюжет                      |                     | • Д. Н. Мукерджи                                          | «Khubsoorat»                                              | «Khubsoorat»                                              |
| Лучший сюжет                      | • Эсмаэль Шрофф     | «Thodisi Bewafaii»                                        | «Thodisi Bewafaii»                                        |                                                           |
| Лучший сюжет                      | • Рам Калкар        | «Певица Ааша»                                             | «Певица Ааша»                                             |                                                           |
| Лучший сюжет                      | • Шабд Кумар        | «Весы правосудия»                                         | «Весы правосудия»                                         |                                                           |
| Лучший сюжет                      | • Виджай Тендулкар  | «Крик раненого»                                           | «Крик раненого»                                           |                                                           |

### Музыкальные премии
| Категории                       | Фото лауреатов        | Лауреаты и номинанты | Фильмы                    | Песни                 |
| ------------------------------- | --------------------- | -------------------- | ------------------------- | --------------------- |
| Лучшая музыка к песне           |                       | • Кальянджи-Ананджи  | «Друзья навек»            | «Друзья навек»        |
| Лучшая музыка к песне           | • Хайям               | «Thodisi Bewafaii»   | «Thodisi Bewafaii»        |                       |
| Лучшая музыка к песне           | • Р. Д. Бурман        | «Красивая жизнь»     | «Красивая жизнь»          |                       |
| Лучшая музыка к песне           | • Лаксмикант-Пьярелал | «Певица Ааша»        | «Певица Ааша»             |                       |
| Лучшая музыка к песне           | • Лаксмикант-Пьярелал | «Долг чести»         | «Долг чести»              |                       |
| Лучшие слова к песне            |                       | • Ананд Бакши        | «Певица Ааша»             | «Shisha Ho Ya Dil Ho» |
| Лучшие слова к песне            | • Ананд Бакши         | «Долг чести»         | «Om Shanti Om»            |                       |
| Лучшие слова к песне            | • Ананд Бакши         | «Долг чести»         | «Darde Dil»               |                       |
| Лучшие слова к песне            | • Ананд Бакши         | «Верные друзья»      | «Salamat Rahe»            |                       |
| Лучшие слова к песне            | • Гульзар             | «Thodisi Bewafaii»   | «Hazar Rahen Mudke Dekhi» |                       |
| Лучший мужской закадровый вокал |                       | • Кишор Кумар        | «Долг чести»              | «Om Shanti Om»        |
| Лучший мужской закадровый вокал | • Кишор Кумар         | «Thodisi Bewafaii»   | «Hazar Rahen Mudke Dekhi» |                       |
| Лучший мужской закадровый вокал | • Мохаммед Рафи       | «Долг чести»         | «Darde Dil»               |                       |
| Лучший мужской закадровый вокал | • Мохаммед Рафи       | «Абдулла»            | «Maine Puchha Chandse»    |                       |
| Лучший мужской закадровый вокал | • Мохаммед Рафи       | «Верные друзья»      | «Mre Dost Kissa»          |                       |
| Лучший женский закадровый вокал |                       | • Чандрани Мукхерджи | «Griha Pravesh»           | «Pehchan To Thi»      |
| Лучший женский закадровый вокал | • Хемлата             | «Aap To Aise Na The» | «Tu Is Tarah Se»          |                       |
| Лучший женский закадровый вокал | • Канчан              | «Друзья навек»       | «Laila O Laila»           |                       |
| Лучший женский закадровый вокал | • Назия Хассан        | «Друзья навек»       | «Aap Jaisa Koi»           |                       |
| Лучший женский закадровый вокал | • Уша Утхуп           | «Pyaara Dushman»     | «Hari Om Hari»            |                       |

### Премии критиков
| Категории                   | Фильмы-лауреаты                                                   |
| --------------------------- | ----------------------------------------------------------------- |
| Лучший художественный фильм | • «Почему сердится Альберт Пинто» (реж. и прод. Саид Ахтар Мирза) |
| Лучший документальный фильм | • «They Call Me Chamar» (реж. Локшен Лалвани)                     |

### Технические премии
| Категории                            | Лауреаты           | Фильмы            |
| ------------------------------------ | ------------------ | ----------------- |
| Лучший диалог                        | • Шабд Кумар       | «Весы правосудия» |
| Лучший сценарий                      | • Виджай Тендулкар | «Крик раненого»   |
| Лучший монтаж                        | • С. В. Мане       | «Весы правосудия» |
| Лучшая операторская работа           | • С. М. Анвар      | «Красивая жизнь»  |
| Лучшая работа художника-постановщика | • Ч. С. Бхати      | «Крик раненого»   |
| Лучший звук                          | • П. Харикишан     | «Друзья навек»    |

## Наибольшее количество номинаций и побед
- «Весы правосудия» — 9 (3)
- «Thodisi Bewafaii» — 9 (2)
- «Певица Ааша» — 8 (0)
- «Крик раненого» — 7 (6)
- «Khubsoorat» — 6 (3)
- «Друзья навек» — 6 (2)
- «Долг чести» — 6 (1)